# Porphyrinia crocea
Porphyrinia crocea är en fjärilsart som beskrevs av Rothschild 1920. Porphyrinia crocea ingår i släktet Porphyrinia och familjen nattflyn. Inga underarter finns listade i Catalogue of Life.